# Джонс (округ, Міссісіпі)
Шаблон:StateAbbr_ 31°37′ пн. ш. 89°10′ зх. д. / 31.62° пн. ш. 89.17° зх. д.
Округ  Джонс (англ. Jones County) — округ (графство) у штаті Міссісіпі, США. Ідентифікатор округу 28067.

## Історія
Округ утворений 1826 року.

## Демографія
За даними перепису 
2000 року 
загальне населення округу становило 64958 осіб, зокрема міського населення було 25928, а сільського — 39030.
Серед мешканців округу чоловіків було 31423, а жінок — 33535. В окрузі було 24275 домогосподарств, 17555 родин, які мешкали в 26921 будинках.
Середній розмір родини становив 3,08.
Віковий розподіл населення поданий у таблиці:
| Стать    | До 15 років | 15-21 | 22-29 | 30-39 | 40-49 | 50-65 | 65-85 | Понад 85 |
| -------- | ----------- | ----- | ----- | ----- | ----- | ----- | ----- | -------- |
| Чоловіки | 7053        | 3793  | 3351  | 4273  | 4544  | 4745  | 3383  | 281      |
| Жінки    | 6654        | 3602  | 3324  | 4407  | 4738  | 5235  | 4814  | 761      |

## Суміжні округи
- Джеспер — північ
- Вейн — схід
- Перрі — південний схід
- Форрест — південний захід
- Ковінґтон — захід
- Сміт — північний захід

## Виноски
1. ↑  U.S. Decennial Census. United States Census Bureau. Архів оригіналу за 26 квітня 2015. Процитовано 4 листопада 2014.
2. ↑  Historical Census Browser. University of Virginia Library. Архів оригіналу за 11 серпня 2012. Процитовано 4 листопада 2014.
3. ↑  Population of Counties by Decennial Census: 1900 to 1990. United States Census Bureau. Архів оригіналу за 28 грудня 2014. Процитовано 4 листопада 2014.
4. ↑  Census 2000 PHC-T-4. Ranking Tables for Counties: 1990 and 2000 (PDF). United States Census Bureau. Архів оригіналу (PDF) за 18 грудня 2014. Процитовано 4 листопада 2014.
5. ↑  State & County QuickFacts. United States Census Bureau. Архів оригіналу за 7 червня 2011. Процитовано 3 вересня 2013.(англ.) Наведено за англійською вікіпедією.
6. ↑  American FactFinder. Бюро перепису населення США. Архів оригіналу за 21 травня 2008. Процитовано 31 січня 2008.

| США | Це незавершена стаття з географії США. Ви можете допомогти проєкту, виправивши або дописавши її. |